# تمرد ضد الانقراض
تمرد ضد الانقراض (بالإنجليزية: Extinction Rebellion، واختصارًا: XR) هي حركة بيئية عالمية هدفها المُعلن هو اللجوء إلى العصيان المدني السلمي لإرغام الحكومات على اتخاذ إجراءات لتجنب نقاط التحول في النظام المناخي، وفقدان التنوع الحيوي، وخطر الانهيار البيئي والاجتماعي.
تأسست حركة تمرد ضد الانقراض في المملكة المتحدة في مايو 2018 عندما وقّع ما يقارب المئة أكاديمي على نداء من أجل العمل لاتخاذ خطوات لدعمهم في أكتوبر 2018، وانطلقت الحركة في نهاية أكتوبر بقيادة روجر هولام وغيل برادبروك ونشطاء آخرين من حملة تدعى النهوض. في نوفمبر 2018 حُوصرت خمسة جسور على طول نهر التمز في لندن. في أبريل 2019 احتلت حركة تمرد ضد الانقراض خمسة مواقع بارزة في لندن: ميدان بيكاديلي، ساحة أكسفورد، قوس الرخام، وجسر واترلو إضافة إلى المنطقة المحيطة بساحة البرلمان.
استقت حركة تمرد ضد الانقراض الإلهام من حركات شعبية أخرى سابقة مثل حركة احتلوا، وحركة ساتياغراها (قوة الحقيقة)، وحركة حق المرأة بالتصويت، وجين شارب، وحركة الحقوق المدنية وهدفت إلى حشد الدعم العالمي خلف الحاجة الملحّة للتعامل مع الانهيار المناخي والانقراض الجماعي السادس. لا يعارض عدد من النشطاء التعرض للاعتقال والسجن، وهو الأمر المشابه لتكتيكات الاعتقال الجماعي التي اتبعتها لجنة المئة في العام 1961.
استعملت الحركة ساعة رملية دائرية، والتي تمثل رمز الانقراض، لتكون بمثابة تحذير من أن الوقت بدأ ينفد بسرعة بالنسبة للعديد من الكائنات الحية.

## الأهداف والمبادئ المعلنة

### الأهداف

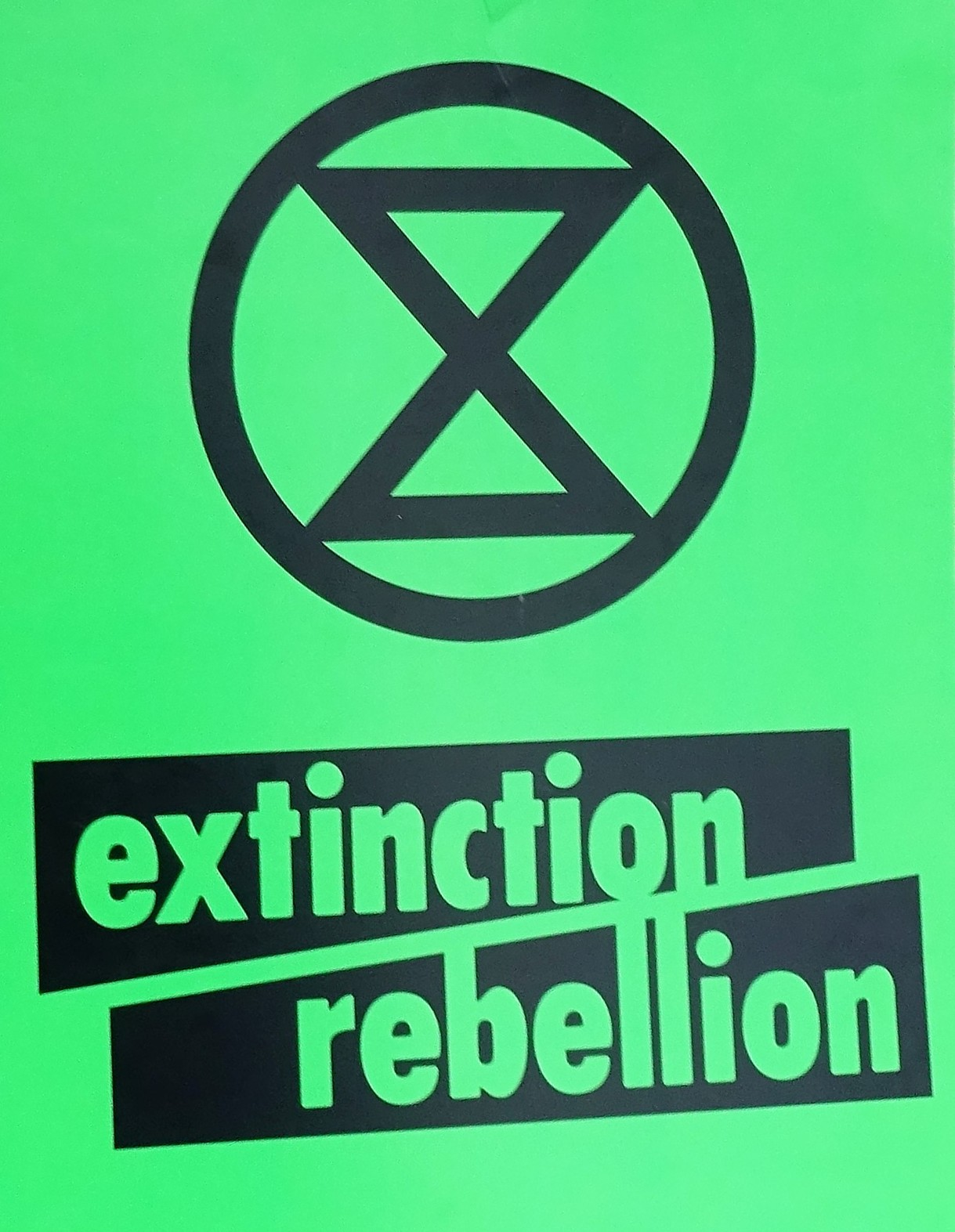
ملصق لحركة «تمرد ضد الانقراض»

عند تأسيس الحركة في المملكة المتحدة، صرّح الموقع الإلكتروني لحركة تمرد على الانقراض بالأهداف التالية:
1. على الحكومة قول الحقيقة بالإعلان عن حالة الطوارئ البيئية المناخية والعمل مع مؤسسات أخرى لإيصال فكرة الحاجة الملحة للتغيير.
2. يجب على الحكومة التصرف حالًا لإيقاف فقدان التنوع البيولوجي وتقليل انبعاث غازات الدفيئة إلى الصفر بحلول العام 2025.[17]
3. يجب على الحكومة أن تخلق وتُقاد من قبل قرارات جمعية المواطنين فيما يخص المناخ والعدالة البيئية.

عندما تمددت الحركة إلى الولايات المتحدة، أضيف مطلب آخر للائحة المجموعة: «نطالب بانتقال عادل يمنح الأولوية لأشد الفئات ضعفًا، ويحقق سيادة الشعوب الأصلية؛ ويقدم التعويضات والإصلاحات بقيادة الفئات التالية ومن أجلهم: ذوي البشرة السوداء، والسكان الأصليين، وذوي البشرة الملونة، والمجتمعات الفقيرة نتيجة سنين الظلم البيئي الطويلة؛ ويُرسي الحقوق القانونية للنظم الإيكولوجية لتزدهر وتتجدد على الدوام، ويفضي إلى إصلاح آثار الإبادة الإيكولوجية المستمرة، وذلك لمنع انقراض البشر وجميع الأنواع، بهدف الحفاظ على كوكب صالح للعيش للجميع».

### المبادئ
تقدمة حركة تمرد ضد الانقراض النقاط التالية وتشرحها على موقعها الإلكتروني:
1. «لدينا رؤية مشتركة للتغيير وهي خلق عالم مناسب للأجيال القادمة».
2. أسسنا مهمتنا على ما هو ضروري: حشد 3.5% من السكان لإنفاذ تغيير بالنظام من خلال استخدام أفكار مثل «التنظيم المدفوع بالزخم» لتحقيق ذلك.
3. إننا بحاجة إلى ثقافة متجددة وخلق ثقافة صحية، ومرِنة، وقابلة للتكيف.
4. إننا نتحدى أنفسنا وهذا النظام السام علنًا، ونغادر مناطقنا الآمنة لاتخاذ إجراءات من أجل التغيير.
5. نحن نثمّن التفكير والتعلم واتباع دورة من الفِعل، والتفكير، والتعلم، والتخطيط من أجل إجراءات أكثر (التعلم من الحركات الأخرى والسياقات المختلفة بالإضافة إلى تجاربنا الخاصة).
6. إننا نرحب بالجميع، سواءً انخرطوا جزئيًا أو كليًا في الحركة، وذلك للعمل بشكل فعّال لخلق أمكنة متاحة وآمنة بشكل أكبر.
7. نحاول بشكل فعال تخفيف تأثير السلطة، عبر كسر التسلسل الهرمي للسلطة من أجل مشاركة أكثر عدلًا.
8. نتجنب توجيه اللوم والتجريح، فنحن نعيش في نظام سمّي، ولكن لا يجوز إلقاء اللوم على فرد واحد بعينه.
9. نحن حركة غير عنيفة تستخدم إستراتيجية وتكتيكات اللاعنف كطريقة أكثر فعالية لإحداث التغيير المنشود.
10. تأسست حركتنا على الاستقلال واللامركزية، إذ ننشئ بمجموعنا الهياكل التي نحتاجها لمقاومة السلطة. بإمكان لأيٍّ كان أن يهتدي بهذه المبادئ الجوهرية ويقدرها، ويتخذ إجراء باسم تمرد ضد الانقراض.[21]

## التنظيم

### الهيكلية

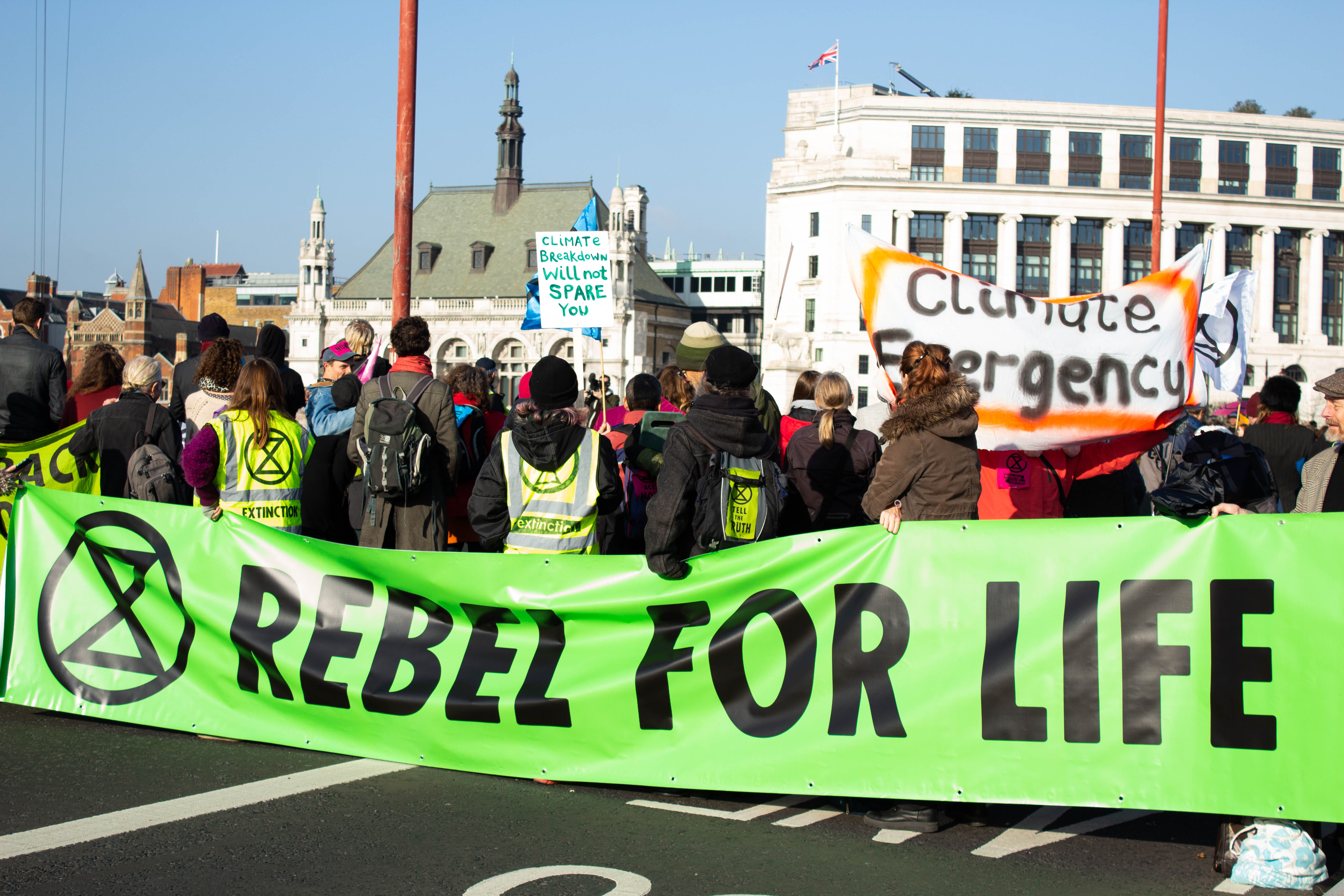
مسيرة بيئية للحركة في لندن بتاريخ 17 نوفمبر عام 2018.

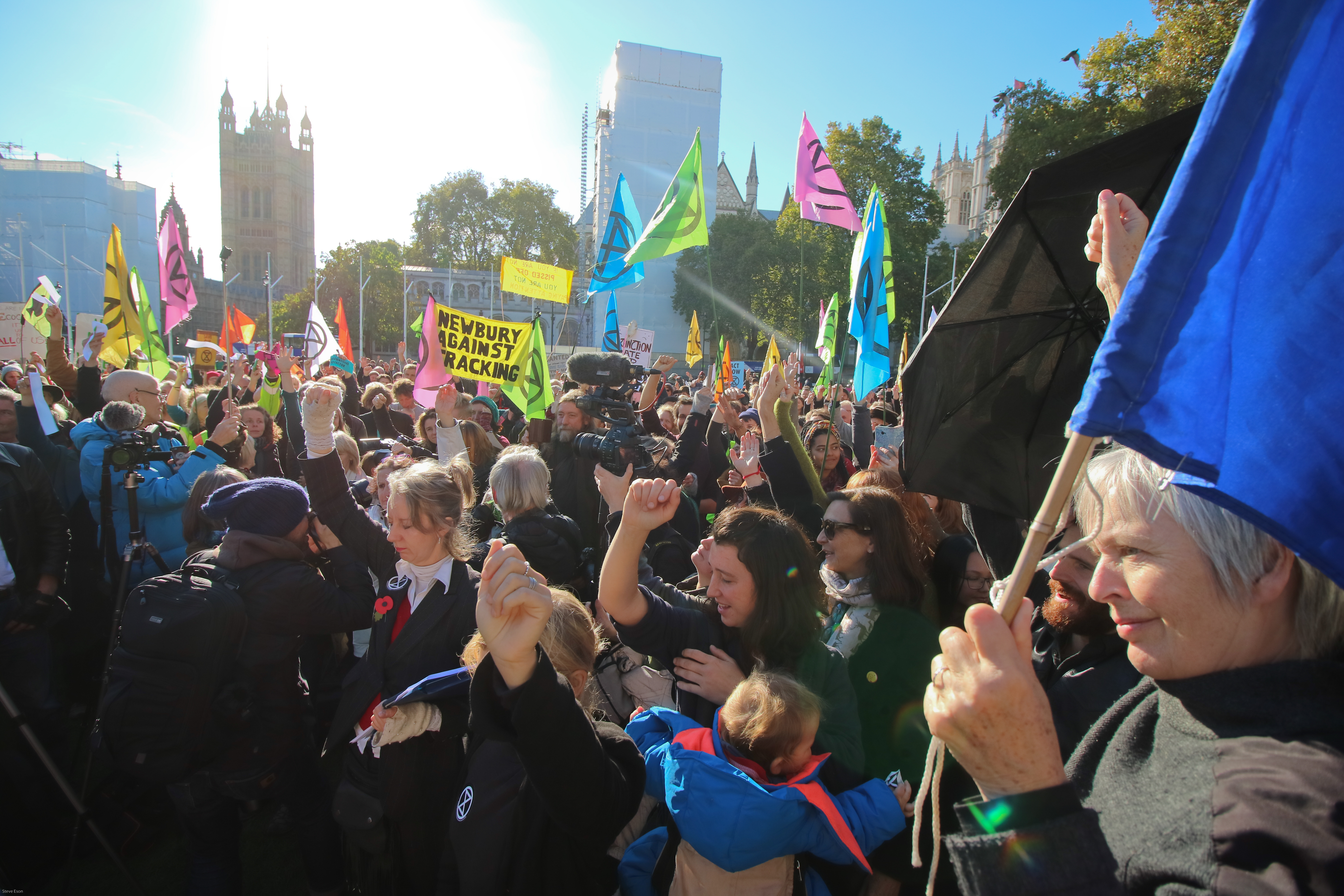
مظاهرة في ساحة البرلمان وسط لندن بتاريخ 31 أكتوبر 2018.

يُعتبر تمرد ضد الانقراض حركة شعبية لامركزية مرتبطة بشكل مرن. يمكن لأي شخص يقوم بفعل لتحقيق «أهداف تمرد ضد الانقراض الثلاثة، ويلتزم بمبادئها العشرة، التي تنصّ على اللاعنف، يمكنه القول بأنه يقوم بذلك الفعل تحت لواء حركة تمرد ضد الانقراض».
حددت الإيكونوميست أسلوب عمل الحركة بالإدارة الذاتية للعمل بفعالية أكبر نظرًا للمعارضة الشديدة التي تلقاها من الحكومات.

### التنظيم والأدوار
تتسم حركة تمرد ضد الانقراض بهيكلية لا مركزية. في حال التزم الأفراد بالمبادئ والقيم التي أرستها الحركة، فيحق لأي جماعة محلية أن تنظم فعاليات وأنشطة باسمها وبشكل مستقل. لتنظيم الحركة، تتألف المجموعات المحلية من عدة «مجموعات عمل» تضطلع بالاستراتيجية، والتوعية، والسلامة وغيرها.

### شباب تمرد ضد الانقراض
تأسس جناح الشباب من حركة تمرد ضد الانقراض في يوليو 2019، وتتمحور حول الجنوب العالمي والشعوب الأصلية، ويركز على العدالة المناخية. بحلول أكتوبر 2019، بلغ عدد حركات شباب تمرد ضد الانقراض 55 مجموعة في المملكة المتحدة و25 في غيرها من الدول. يضم شباب تمرد ضد الانقراض أولئك الذين وُلدوا بعد العام 1990، بمتوسط أعمار يبلغ 16 عامًا، وبعضهم ما يزال في سن العاشرة.

## تاريخ الحركة
تأسست حركة تمرد ضد الانقراض في المملكة المتحدة في مايو 2018 عندما وقّع ما يقارب المئة أكاديمي على نداء لاتخاذ خطوات لدعمهم في أكتوبر 2018، وانطلقت الحركة في نهاية أكتوبر بقيادة روجر هولام وغيل برادبروك، وسايمون برامويل، وغيرهم من ناشطي حملة النهوض.
تذكر حركة تمرد ضد الانقراض أن مصادر إلهامها تمثلت في حركات شعبية مثل احتلوا، وحركة غاندي المسمّاة ساتياغراها (قوة الحقيقة)، وحركة حق المرأة بالتصويت، وجين شارب، ومارتن لوثر كينج، وحركة الحقوق المدنية. وفي إطار سعيها لحشد الدعم بشأن الحاجة الملحّة للتعامل مع الانهيار المناخي، أشارت الحركة إلى سول ألينسكي. يُعتبر كتابه التمهيدي البراغماتي قواعد الراديكاليين (1972) ملهِمًا في توفيره نصائح «لكيفية التحشيد للتعامل مع حالات الطوارئ»، و«إيجاد توازن بين الاضطراب والإبداع». كان روجر هولام واضحًا تمامًا بأن إستراتيجية عرقلة النظام العام قد «تأثرت بشدة» بألينسكي، المنظم المجتمعي: «فالعامل الرئيسي ههنا هو خلق حالة من العرقلة، إذ بدونها، لن يلتفت إليك وإلى مطالبك أحد».

### الأنشطة
منذ العام 2018، قامت حركة تمرد ضد الانقراض بالعديد من الإجراءات والأنشطة في المملكة المتحدة، والولايات المتحدة، وأستراليا، وغيرها من البلدان.

#### الأنشطة في المملكة المتحدة
في 31 أكتوبر 2018، احتشدت جماعة بلغ عددها 1000 شخص في ساحة البرلمان في لندن لسماع «إعلان التمرد»، واحتلال الطريق أمام قصر وستمنستر. في نوفمبر 2018، وحاصروا وزارة الأعمال والطاقة والاستراتيجية الصناعية، وكشفوا عن لافتة على جسر وستمنستر؛ وألصقوا أنفسهم ببوابات داوننج ستريت؛ وقطعوا الطريق الواصل إلى ميدان ترافلغار. في «يوم التمرد»، قطع ما يقرب الـ 6000 شخص 5 جسور فوق نهر التايمز في لندن لعدة ساعات، وهو ما وصفته صحيفة الجارديان بأنه «أحد أكبر أعمال العصيان المدني السلمية في تاريخ المملكة المتحدة لعقود». في «يوم التمرد 2»، قُطعت الطرق حول ساحة البرلمان وعُقدت جنازة رمزية سارت إلى داوننغ ستريت وقصر بكنجهام؛ وحدثت أنشطة في مدن مانتشستر، وشيفيلد، وماتشينليث، وإدنبرة.

## وصلات خارجية
- الموقع الرسمي